# Medalion (medal)

XIX-wieczny medalion z fotografią

Medalion (z wł. medaglione – duży medal) – w jubilerstwie oraz numizmatyce ozdoba do zawieszania na szyi w postaci niewielkiego płaskiego pudełka o kształcie krągłym lub owalnym, często wykonywana techniką menniczą. Na zewnętrznej powierzchni bywa malowana, emaliowana, wykładana szlachetnymi kamieniami, wewnątrz może mieć miejsce na miniaturowy portret lub drobną pamiątkę osobistą (np. pukiel włosów).
W numizmatyce używana niekiedy do określania dużego jednostronnego medalu.